# Spergularia floribunda
Spergularia floribunda är en nejlikväxtart som först beskrevs av Claude Gay och fick sitt nu gällande namn av Paul Rohrbach. 
Spergularia floribunda ingår i släktet rödnarvar och familjen nejlikväxter. Inga underarter finns listade i Catalogue of Life.